# Cool & Dre
Cool & Dre sono un duo di produttori discografici statunitensi originario di Miami (Florida) e attivo dal 2003. Sono principalmente attivi nel mondo dell'hip hop.
Il team è composto da Marcello "Cool" Valenzano e Andre "Dre" Christopher Lyon.

## Carriera
Il duo ha iniziato a lavorare con una propria etichetta discografica chiamata Epidemic Records. Nel 2003 ha firmato un contratto con la Jive Records. Nel 2010 ha iniziato a collaborare con la Cash Money Records. Nell'aprile 2011 il duo è passato anche alla Interscope Records.

## Artisti con cui hanno collaborato
- Ja Rule
- The Game
- Fat Joe
- Juvenile
- Christina Milian
- DJ Khaled
- Birdman
- Busta Rhymes
- B.G.
- Gym Class Heroes
- Nas
- Jay Rock
- Wale
- Lil Wayne
- Angie Martinez
- Killer Mike
- 8Ball & MJG
- Terror Squad
- Jacki-O
- Trick Daddy
- Chamillionaire
- Chris Brown
- Slim Thug
- Teairra Marí
- Trina
- Kelis
- Remy Ma
- Rhymefest
- Young Jeezy
- Beanie Sigel
- Chingy
- Freeway
- Joe
- Tru-Life
- Yung Joc
- Ace Hood
- David Banner
- Lil Mama
- Ludacris
- Scarface
- Queen Latifah
- Triple C's
- 2 Pistols
- Yo Gotti
- Tyga